# Kepler-37 c
Kepler-37 c или KOI-245 c — экзопланета в созвездии Лиры на расстоянии около 215 световых лет от Солнца. Экзопланета обращается вокруг звёзды Kepler-37.

## История открытия
Планета была обнаружена в 2013 году космическим телескопом «Кеплер» транзитным методом. До этого, в начале 2013 года была обнаружена экзопланета Kepler-37 b (первая обнаруженная у звёзды Kepler-37), потом Kepler-37 c (вторая обнаруженная планета) и Kepler-37 d (третья планета).

## Физические и орбитальные характеристики
Планета имеет радиус 0,723 земных радиусов (то есть, 4700 км) и массу около 0,8 земных. Расстояние до материнской звезды 0,13 а.е. (20 миллионов км) и совершает оборот вокруг звезды за 21 день. Планета покрыта камнем и горными породами.